# ابرو توپچو
ابرو توپچو (انگلیسی: Ebru Topçu؛ زادهٔ ۲۷ اوت ۱۹۹۶) بازیکن فوتبال اهل ترکیه است.
از باشگاه‌هایی که در آن بازی کرده‌است می‌توان به اشاره کرد.
وی همچنین در تیم‌های ملی فوتبال Turkey women's national under-17 football team, Turkey women's national under-19 football team, Turkey women's national under-21 football team، و زنان ترکیه بازی کرده‌است.